# Monts Sabatins
Les monts Sabatins (en italien Monti Sabatini) sont un ensemble montagneux d'origine volcanique d'Italie faisant partie des Apennins, dans la ville métropolitaine de Rome Capitale du Latium. Les monts Sabatins, les monts Volsins et les monts Cimins de l'Antiappennino laziale.

## Géographie

### Situation
Les monts Sabatins se trouvent à environ 35 kilomètres au nord-ouest de Rome, entre la vallée du Tibre et la mer Tyrrhénienne. Ils comprennent les communes de Bracciano, Anguillara Sabazia, Manziana, Trevignano, Oriolo Romano et Canale Monterano.

### Topographie

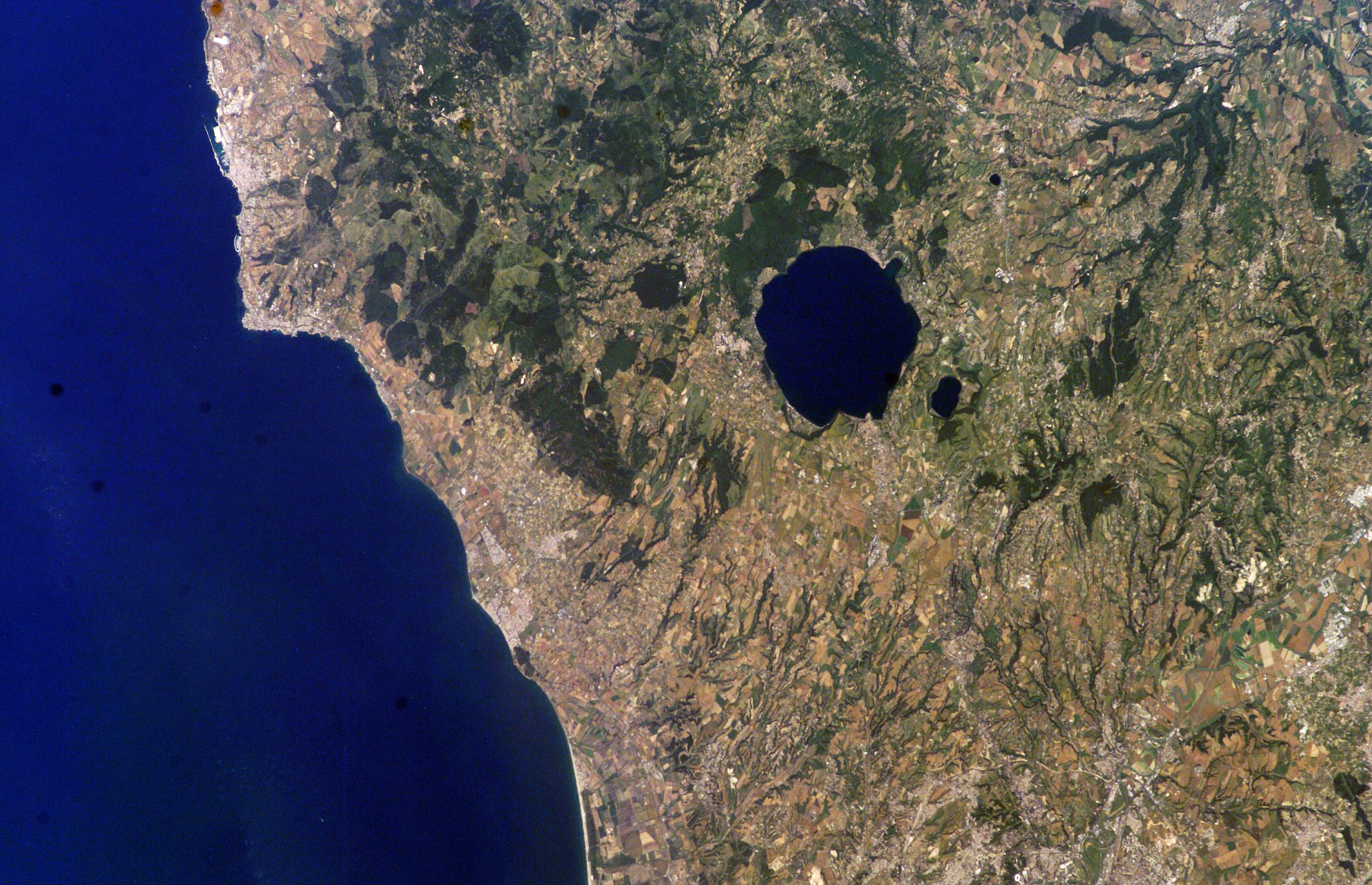
Image satellite de la région des monts Sabatins : la zone circulaire plus sombre est le lac de Bracciano et la plus petite au sud-est est le lac de Martignano.

Les monts Sabatins constituent une région de collines de faible altitude formée par les restes du volcan Sabatin (it) dont il reste les cratères remplis par les lacs de Bracciano et de Martignano.
La région, recouverte par une dense végétation de type méditerranéenne présentant la morphologie particulière du sol volcanique, fait partie du parco naturale regionale del complesso lacuale di Bracciano - Martignano (it).
Le sommet le plus élevé, le Monte Rocca Romana culminant à 612 mètres d'altitude, se trouve au nord du lac de Bracciano.
Parmi les autres sommets figurent :
- le mont Calvi (it), 585 mètres ;
- le Poggio le Forche (it), 530 mètres ;
- le mont San Vito (it), 421 mètres ;
- le monte Sant'Angelo, 376 mètres.

## Tremblement de terre
Le 10 juillet 2011 à 20 h 13 min 39 s, un petit séisme de magnitude 3,6 se produit mais sans causer de dommages. Son épicentre se trouve à 2,6 kilomètres de profondeur selon l'Institut national de géophysique et de volcanologie (INGV) du Latium.